# Лейно, Амандин
Аманди́н Сюза́нн Мони́к Лейно́ (фр. Amandine Suzanne Monique Leynaud, род. 2 мая 1986 года в Обена) — французская гандболистка, вратарь венгерского клуба «Дьёр Это». В составе женской сборной Франции: олимпийская чемпионка Токио 2020, серебряный призёр Олимпийских игр 2016 года, чемпионка мира 2017 года и чемпионка Европы 2018 года.

## Карьера

### Клубная
Начала карьеру в возрасте 18 лет в команде «Мец», наиболее титулованном французском женском клубе. Выиграла шесть чемпионатов Франции, семь Кубков лиги и один Кубок Франции. В марте 2012 году Амандин объявила о своём переходе в румынскую команду «Олтхим» из Рымнику-Вылчи, однако не успела сыграть ни одного матча, получив серьёзный разрыв связок, из-за которого пропустила полгода.
В феврале 2013 года Амандин покинула румынскую команду по собственному желанию и перешла в команду «Вардар» из македонского Скопье. 17 февраля 2014 года с соотечественницами Алисон Пино и Сираба Дембеле Амандин продлила контракт до конца 2016 года.
В 2018 году перешла в клуб «Дьёр», в котором с 2020 года была и тренером вратарей. Лейно планировала закончить играть по окончании сезона-2020/21, но отсрочила решение из-за желания съездить на перенесённую Олимпиаду в Токио. Там в составе сборной Франции она завоевала золото. Сезон-2021/22 стал для неё последним.

### В сборной
В сборной Амандин сыграла более 220 матчей и забила два мяча. Первую игру провела 14 ноября 2005 года против Германии. В сборной она сменила завершившую после пекинской Олимпиады карьеру Валери Николя. Чемпионка мира (2017). Дважды серебряный призёр чемпионатов мира (2009, 2011), серебряный призёр Олимпиады в Рио-де-Жанейро 2016 года.

## Достижения

### Клубные
- Чемпионка Франции: 2005, 2006, 2007, 2008, 2009, 2011
- Победительница Кубка Лиги: 2005, 2006, 2007, 2008, 2009, 2010 и 2011
- Победительница Кубка Франции: 2010

### В сборной
- Серебряный призёр Олимпийских игр: 2016
- Чемпионка мира: 2017
- Серебряный призёр чемпионата мира: 2009, 2011
- Чемпионка Европы: 2018
- Бронзовый призёр чемпионата Европы: 2016

## Награды и звания
30 ноября 2016 года было присвоено звание кавалера ордена «За заслуги».